# Goodbye (Mary Hopkin)
"Goodbye" is een nummer van de Welshe zangeres Mary Hopkin. Op 28 maart 1969 werd het nummer uitgebracht als single.

## Achtergrond
"Goodbye" is geschreven door Paul McCartney, maar wordt toegeschreven aan het gebruikelijke partnerschap Lennon-McCartney, en ook door McCartney geproduceerd. McCartney schreef het nummer als opvolger van de nummer 1-hit "Those Were the Days", de debuutsingle van Hopkin. Jaren later kon McCartney zich weinig herinneren van het ontstaan van het nummer.
In februari 1969 nam McCartney een demoversie van "Goodbye" op, zodat Hopkin het nummer kon leren. Op de uiteindelijke versie, opgenomen op 1 maart 1969, speelde Hopkin zelf de akoestische gitaar en is McCartney te horen als basgitarist, percussionist en drummer, terwijl hij ook de intro en solo speelde. De opnamesessie werd gefilmd en het materiaal werd gebruikt als videoclip ter promotie van de single. De B-kant "Sparrow" is geschreven door Benny Gallagher en Graham Lyle.
"Goodbye" werd een grote hit. In de Britse UK Singles Chart kwam de single tot de tweede plaats; opvallend genoeg werd deze van de nummer 1-positie afgehouden door "Get Back", een nummer van McCartney's band The Beatles. In de Amerikaanse Billboard Hot 100 bereikte de single de dertiende plaats. In Ierland werd het een nummer 1-hit, terwijl ook in Australië, Denemarken, Finland, Frankrijk, Israël, Nieuw-Zeeland, Noorwegen, Polen, Zweden, Zwitserland de top 10 werd bereikt. In Nederland werd het een nummer 1-hit in zowel de Nederlandse Top 40 als de Parool Top 20 en in Vlaanderen werd de derde plaats in de voorloper van de Ultratop 50 gehaald.
De demoversie van "Goodbye" zoals McCartney deze opnam verscheen jarenlang op bootlegalbums. In 2019 werd deze officieel uitgebracht op de heruitgave ter gelegenheid van de vijftigste verjaardag van het Beatles-album Abbey Road. In deze hoedanigheid werden The Beatles als artiest genoemd.

## Hitnoteringen

### Nederlandse Top 40
| Hitnotering: 12-04-1969 t/m 21-06-1969 | Hitnotering: 12-04-1969 t/m 21-06-1969 | Hitnotering: 12-04-1969 t/m 21-06-1969 | Hitnotering: 12-04-1969 t/m 21-06-1969 | Hitnotering: 12-04-1969 t/m 21-06-1969 | Hitnotering: 12-04-1969 t/m 21-06-1969 | Hitnotering: 12-04-1969 t/m 21-06-1969 | Hitnotering: 12-04-1969 t/m 21-06-1969 | Hitnotering: 12-04-1969 t/m 21-06-1969 | Hitnotering: 12-04-1969 t/m 21-06-1969 | Hitnotering: 12-04-1969 t/m 21-06-1969 | Hitnotering: 12-04-1969 t/m 21-06-1969 | Hitnotering: 12-04-1969 t/m 21-06-1969 |
| Week                                   | 1                                      | 2                                      | 3                                      | 4                                      | 5                                      | 6                                      | 7                                      | 8                                      | 9                                      | 10                                     | 11                                     |                                        |
| -------------------------------------- | -------------------------------------- | -------------------------------------- | -------------------------------------- | -------------------------------------- | -------------------------------------- | -------------------------------------- | -------------------------------------- | -------------------------------------- | -------------------------------------- | -------------------------------------- | -------------------------------------- | -------------------------------------- |
| Nummer                                 | 15                                     | 2                                      | 1                                      | 1                                      | 2                                      | 2                                      | 4                                      | 10                                     | 14                                     | 25                                     | 37                                     | uit                                    |

### Parool Top 20/Hilversum 3 Top 30
Vanaf 24 mei 1969 (week 7) werd de Parool Top 20 vervangen door de Hilversum 3 Top 30.
| Hitnotering: 12-04-1969 t/m 14-06-1969 | Hitnotering: 12-04-1969 t/m 14-06-1969 | Hitnotering: 12-04-1969 t/m 14-06-1969 | Hitnotering: 12-04-1969 t/m 14-06-1969 | Hitnotering: 12-04-1969 t/m 14-06-1969 | Hitnotering: 12-04-1969 t/m 14-06-1969 | Hitnotering: 12-04-1969 t/m 14-06-1969 | Hitnotering: 12-04-1969 t/m 14-06-1969 | Hitnotering: 12-04-1969 t/m 14-06-1969 | Hitnotering: 12-04-1969 t/m 14-06-1969 | Hitnotering: 12-04-1969 t/m 14-06-1969 | Hitnotering: 12-04-1969 t/m 14-06-1969 |
| Week                                   | 1                                      | 2                                      | 3                                      | 4                                      | 5                                      | 6                                      | 7                                      | 8                                      | 9                                      | 10                                     |                                        |
| -------------------------------------- | -------------------------------------- | -------------------------------------- | -------------------------------------- | -------------------------------------- | -------------------------------------- | -------------------------------------- | -------------------------------------- | -------------------------------------- | -------------------------------------- | -------------------------------------- | -------------------------------------- |
| Nummer                                 | 9                                      | 3                                      | 1                                      | 1                                      | 2                                      | 2                                      | 5                                      | 10                                     | 15                                     | 27                                     | uit                                    |

### NPO Radio 2 Top 2000
| Nummer met noteringen in de NPO Radio 2 Top 2000 | '99  | '00  | '01-'03 | '04  |
| ------------------------------------------------ | ---- | ---- | ------- | ---- |
| Goodbye                                          | 1942 | 1884 | -       | 1553 |

1. ↑  Een '-' betekent dat het nummer niet was genoteerd en een vetgedrukt getal geeft de hoogste notering aan.
2. ↑  Deze tabel is bijgewerkt tot en met de laatste editie (2024).